# Memecylon candidum
Memecylon candidum là một loài thực vật thuộc họ Melastomataceae. Loài này có ở Cameroon và Nigeria. Chúng hiện đang bị đe dọa vì mất môi trường sống.